# Astracantha consimilis
Astracantha consimilis là một loài thực vật có hoa trong họ Đậu. Loài này được (Bornm.) Podl. miêu tả khoa học đầu tiên năm 1983.